# La Sure-en-Chartreuse
La Sure-en-Chartreuse – gmina we Francji, w regionie Owernia-Rodan-Alpy, w departamencie Isère. W 2013 roku liczba ludności wynosiła 989 mieszkańców. 
Gmina została utworzona 1 stycznia 2017 roku z połączenia dwóch ówczesnych gmin: Pommiers-la-Placette oraz Saint-Julien-de-Raz. Siedzibą gminy została miejscowość Saint-Julien-de-Raz.